# Cem
Cem (eller ayin-i cem) er det generelle udtryk, der benyttes om alevismens centrale gudsdyrkelses-ceremonier.